# Ruellia cupheoides
Ruellia cupheoides là một loài thực vật có hoa trong họ Ô rô. Loài này được Fernald miêu tả khoa học đầu tiên năm 1901.